# Emilio Nsue
Emilio Nsue López (Palma de Mallorca, 30 september 1989) is een Equatoriaal-Guinees voetballer die tevens de Spaanse nationaliteit bezit. Nsue speelt bij voorkeur als middenvelder op de rechtervleugel, maar kan ook als rechterverdediger opgesteld worden. Hij speelt sinds 2022 bij CF Intercity in Spanje en maakte in 2013 zijn debuut in het Equatoriaal-Guinees voetbalelftal.

## Clubcarrière
Nsue debuteerde op 3 februari 2008 namens RCD Mallorca tegen Villarreal CF en speelde een week later ook tegen UD Almería, alvorens hij een seizoen later werd uitgeleend aan CD Castellón. Een jaar later werd hij uitgeleend aan Real Sociedad, waar hij promotie naar de Liga BBVA wist te bewerkstelligen. In het seizoen 2010/11 begon Nsue goed en hij speelde onder meer in het duel tegen Real Madrid CF (0–0) en FC Barcelona (1–1). In laatstgenoemde wedstrijd wist hij op aangeven van de Nederlander Jonathan de Guzmán het enige doelpunt te maken namens Mallorca, dat tevens zijn eerste officiële doelpunt voor de club was. In dit seizoen zou hij in alle 38 competitiewedstrijden in actie komen en viermaal trefzeker zijn. Het volgende seizoen wist Nsue met Mallorca een achtste plaats te behalen; zelf werd hij twintigmaal in het basiselftal opgesteld. Een seizoen later, waarin Nsue opnieuw het leeuwendeel speelde, degradeerde Mallorca. Ook in het seizoen 2013/14 was Nsue een vaste kracht in het elftal en speelde hij veertig competitieduels. Op 2 augustus 2014 vertrok hij transfervrij naar het Engelse Middlesbrough FC. In januari 2017 tekende hij een contract voor drieënhalf jaar naar Birmingham City FC, dat in het seizoen 2016/2017 uitkomt in het Championship.

## Interlandcarrière
Nsue speelde in de jeugdelftallen van Spanje, waarmee hij tweemaal Europees kampioen werd (2007 en 2011). In het voorjaar van 2013 koos Nsue er echter voor om voor Equatoriaal-Guinea uit te gaan komen, het land waar zijn vader vandaan komt. Op 21 maart 2013 debuteerde Nsue als aanvoerder in het Equatoriaal-Guinees voetbalelftal in een vriendschappelijke wedstrijd tegen Benin. Zijn eerste officiële optredens kwamen in de WK-kwalificatiewedstrijden tegen Kaapverdië. In de eerste wedstrijd tegen Kaapverdië (4–3 winst) maakte Nsue direct een hattrick. Omdat Nsue volgens de wereldvoetbalbond FIFA echter niet speelgerechtigd was, werden allebei de wedstrijden omgezet in een 3–0 verlies. Nsue neemt met zijn land deel aan het Afrikaans kampioenschap voetbal 2015 in eigen land. In de openingswedstrijd tegen Congo-Brazzaville maakte hij in de zeventiende minuut het openingsdoelpunt.